# Белиньё
Белиньё (фр. Béligneux) — коммуна во Франции, находится в регионе Рона — Альпы. Департамент — Эн. Входит в состав кантона Монлюэль. Округ коммуны — Бурк-ан-Брес.
Код INSEE коммуны — 01032.

## География
Коммуна расположена приблизительно в 400 км к юго-востоку от Парижа, в 25 км северо-восточнее Лиона, в 39 км к югу от Бурк-ан-Бреса.

## Климат
Климат полуконтинентальный с холодной зимой и тёплым летом. Дожди бывают нечасто, в основном летом.

## Население
Население коммуны на 2010 год составляло 2905 человек.
| 1962 | 1968 | 1975 | 1982 | 1990 | 1999 | 2010 |
| ---- | ---- | ---- | ---- | ---- | ---- | ---- |
| 1138 | 1022 | 1341 | 1486 | 2319 | 2595 | 2905 |

## Администрация
| Период | Период | Фамилия        | Партия | Примечания |
| ------ | ------ | -------------- | ------ | ---------- |
| 1995   | 2005   | Жерар Кардон   |        |            |
| 2005   | 2020   | Франсис Сигуар |        |            |

## Экономика
В 2010 году среди 1947 человек трудоспособного возраста (15—64 лет) 1518 были экономически активными, 429 — неактивными (показатель активности — 78,0 %, в 1999 году было 72,5 %). Из 1518 активных жителей работали 1416 человек (785 мужчин и 631 женщина), безработных было 102 (32 мужчины и 70 женщин). Среди 429 неактивных 157 человек были учениками или студентами, 125 — пенсионерами, 147 были неактивными по другим причинам.

## Города-побратимы
- Остфильдерн (Германия, с 1978)

## Фотогалерея

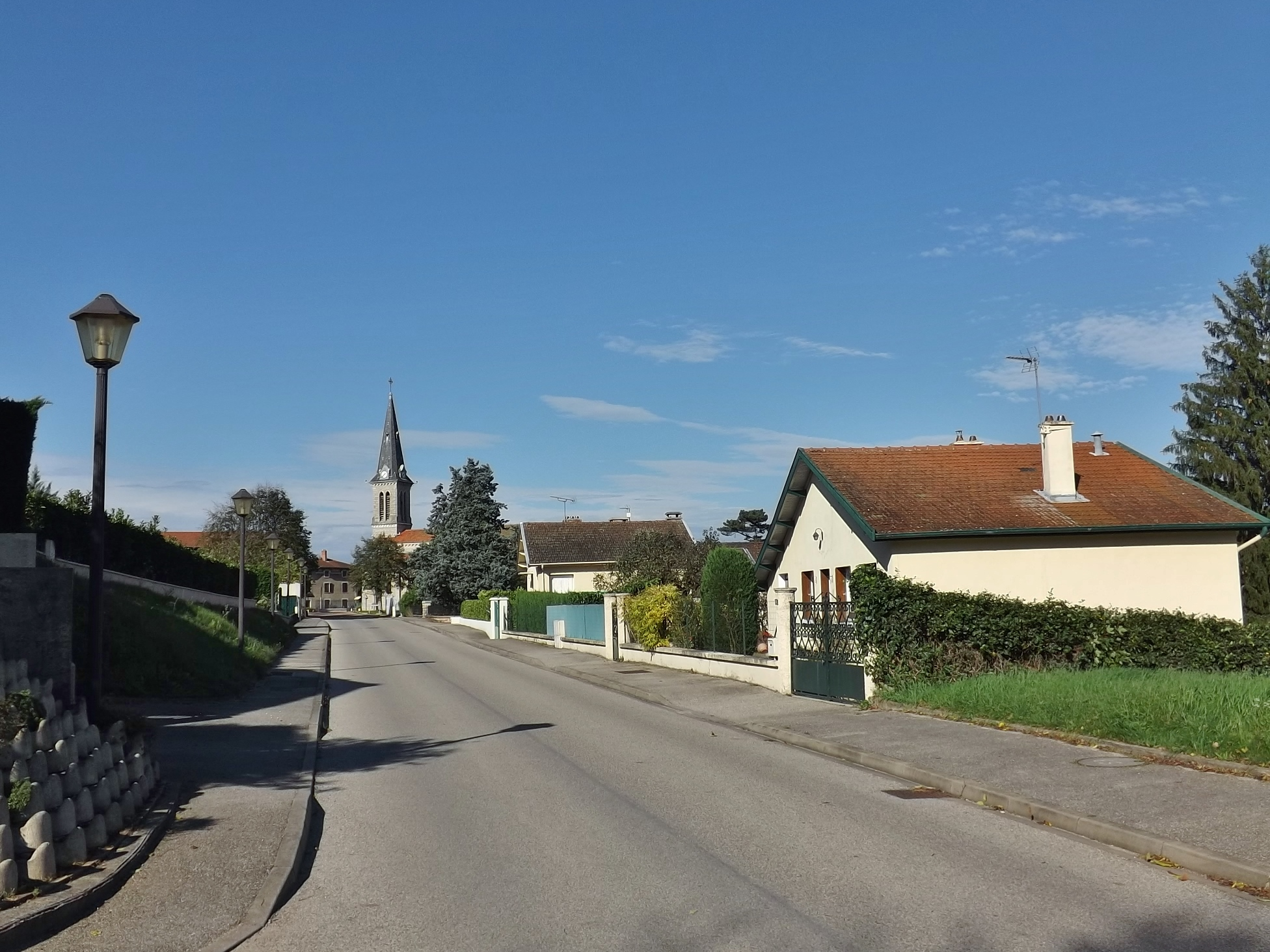
Белиньё
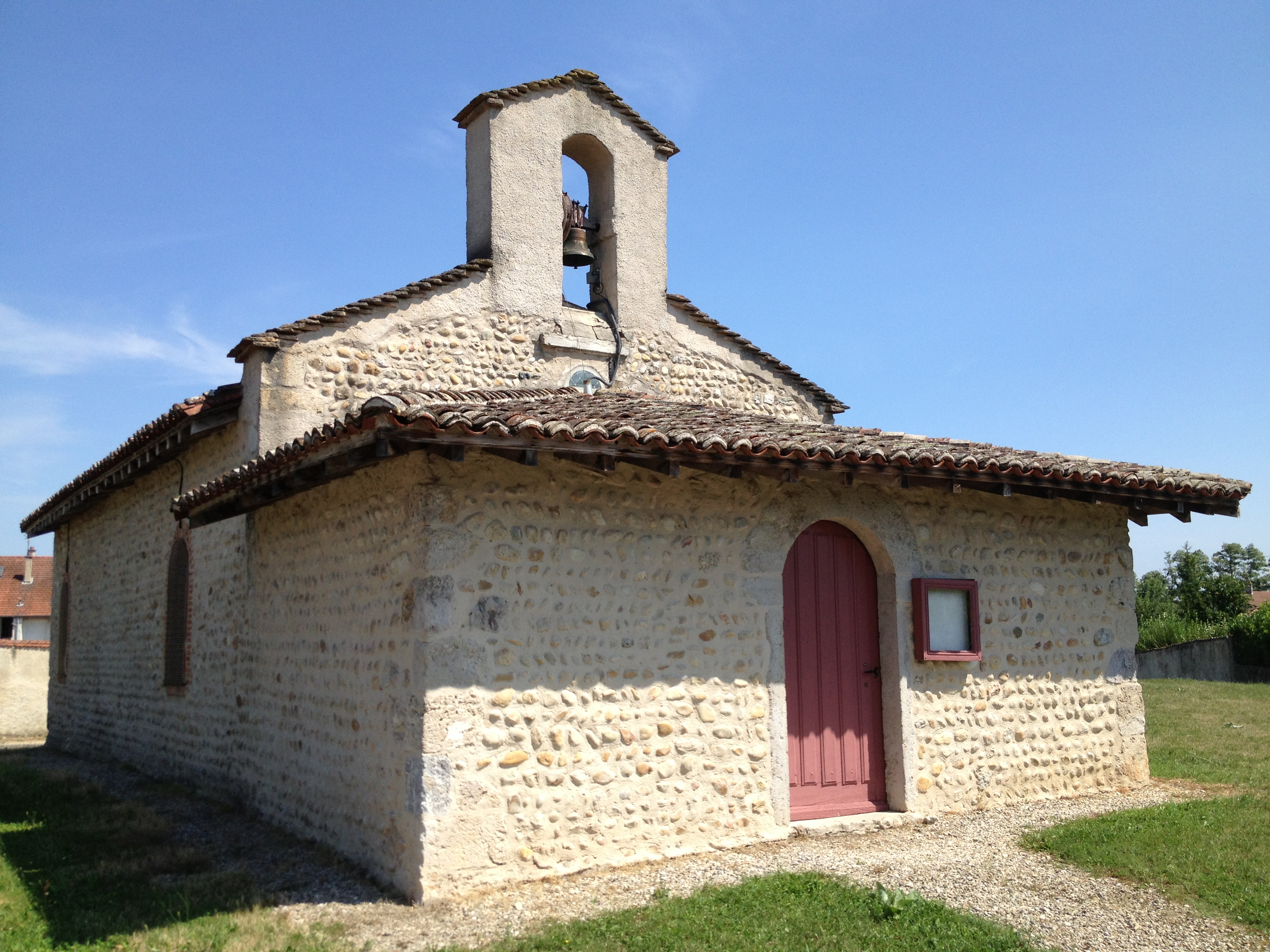
Часовня Св. Андрея
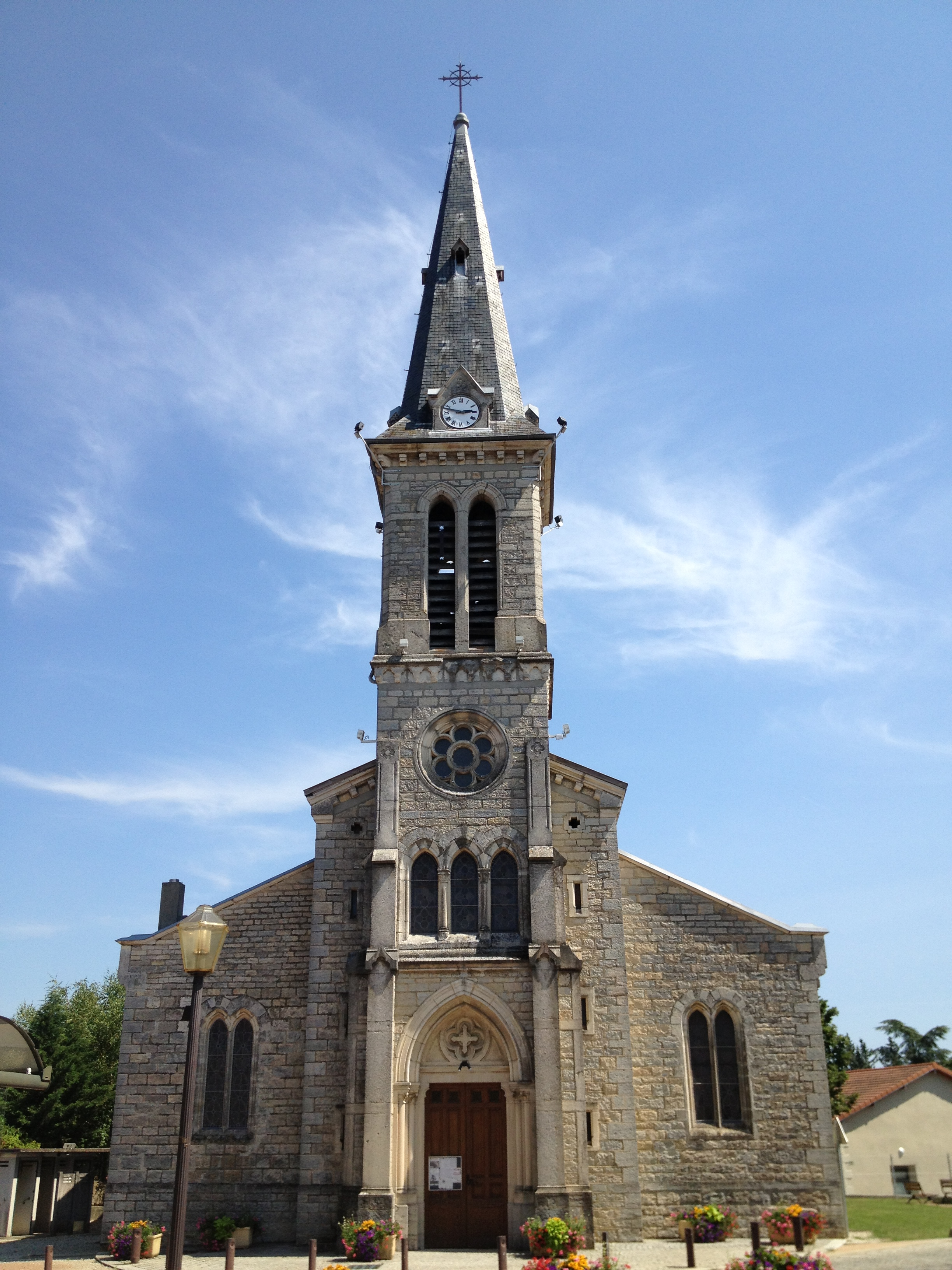
Церковь Св. Петра
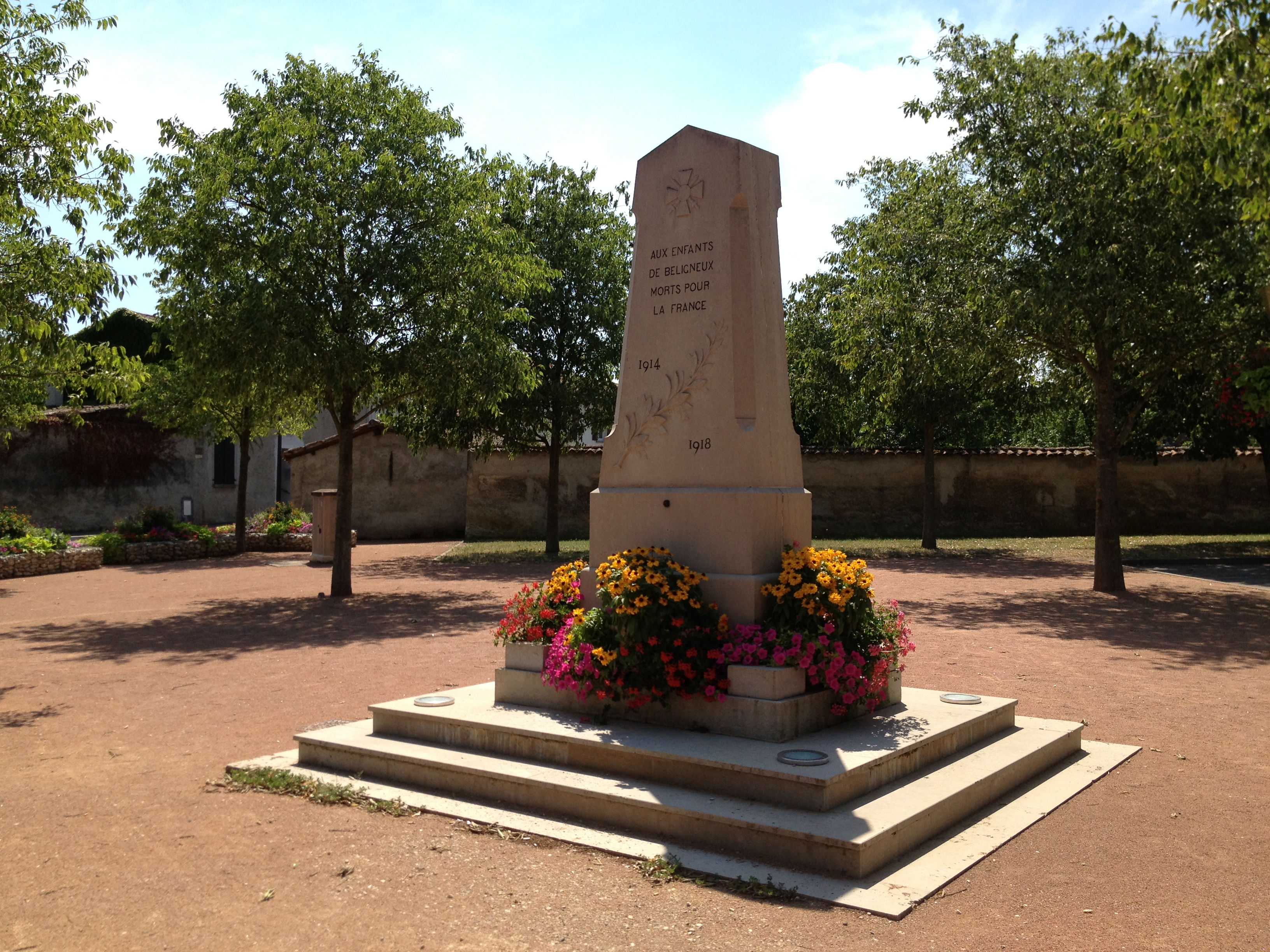
Военный мемориал
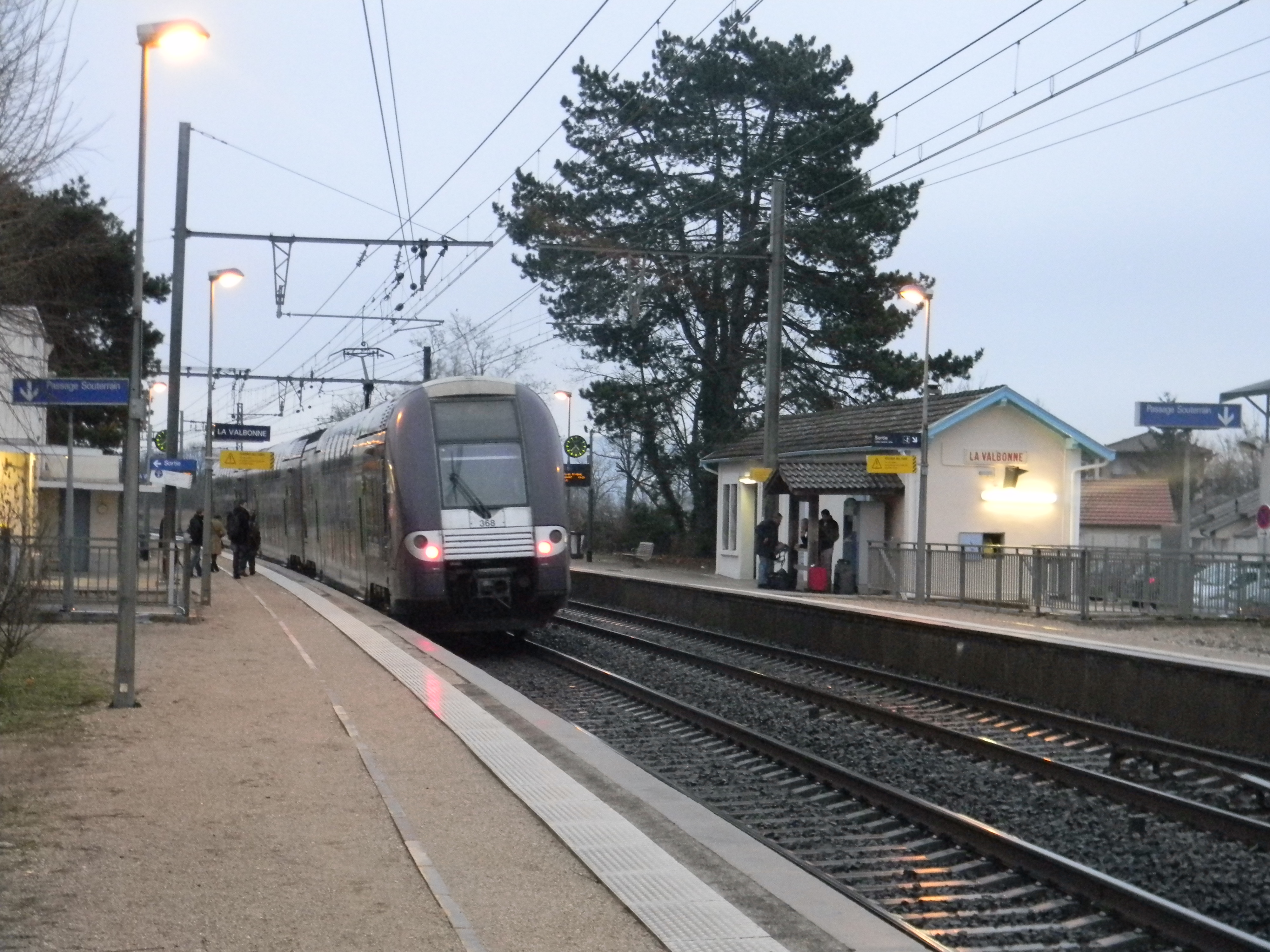
Вокзал Ла-Вальбон[фр.]